# Bălțătești
Bălțătești település Romániában, Moldvában, Neamț megyében.

## Fekvése
Crăcăoani mellett fekvő település.

## Története
Bălțătești kedvelt üdülőhely, melynek gyógyhatású mikroklímája sokak által kedvelt. Gyógyforrásait 1810 óta hasznosítják. Öt gyógyforrása van, mely sót, ként és magnéziumszulfátot tartalmaz. Gyógyvizei különösen hatásosak gyomorpanaszok gyógyításában.
A gyógyforrások mellé, 475 méter magasságba üdülőtelep épült, pompás kirándulóhely a falut övező fenyves is.